# Ringwallanlage Kleinberg
Koordinaten: 50° 44′ 10,3″ N, 9° 52′ 31,8″ O

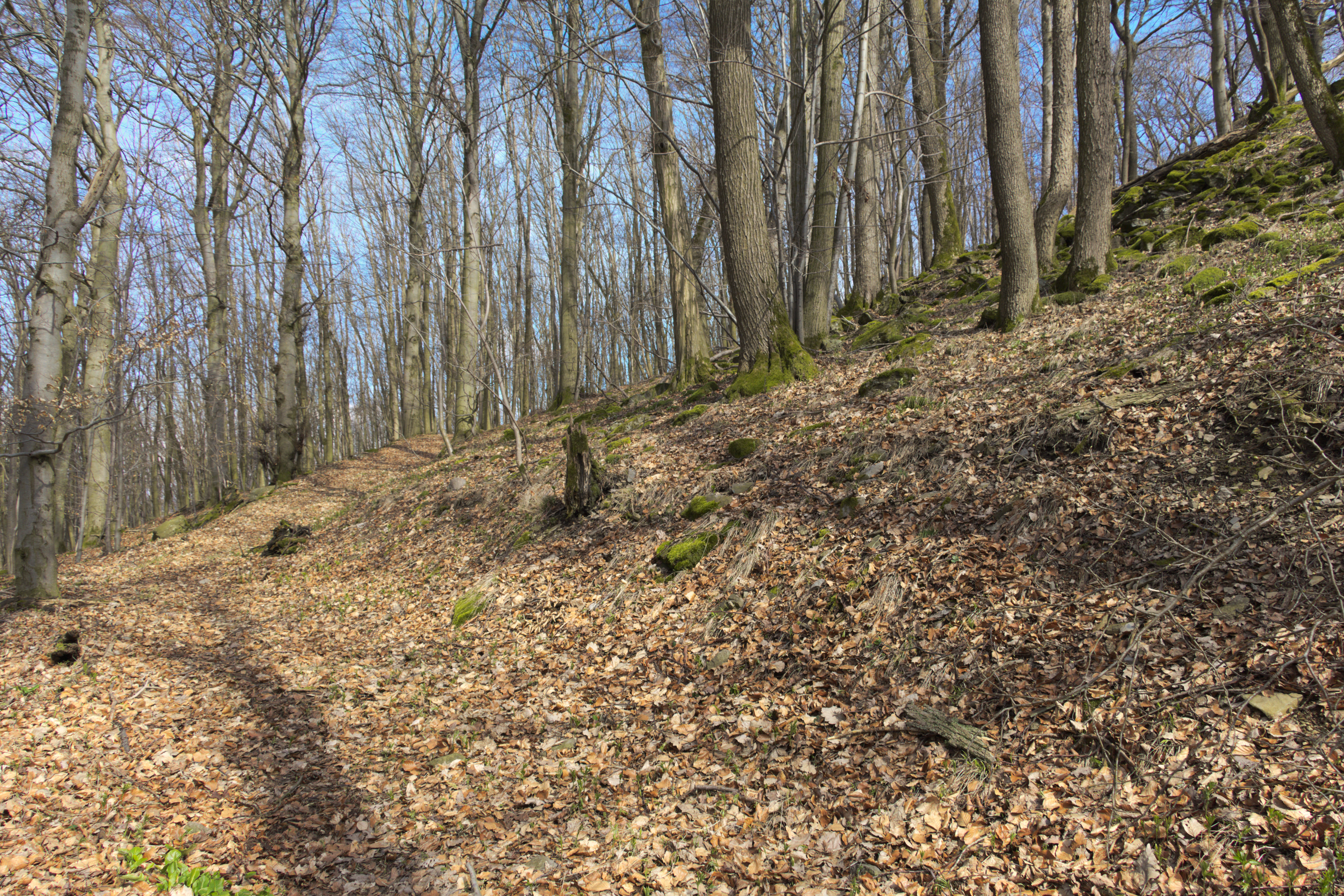
Ringwallanlage Kleinberg

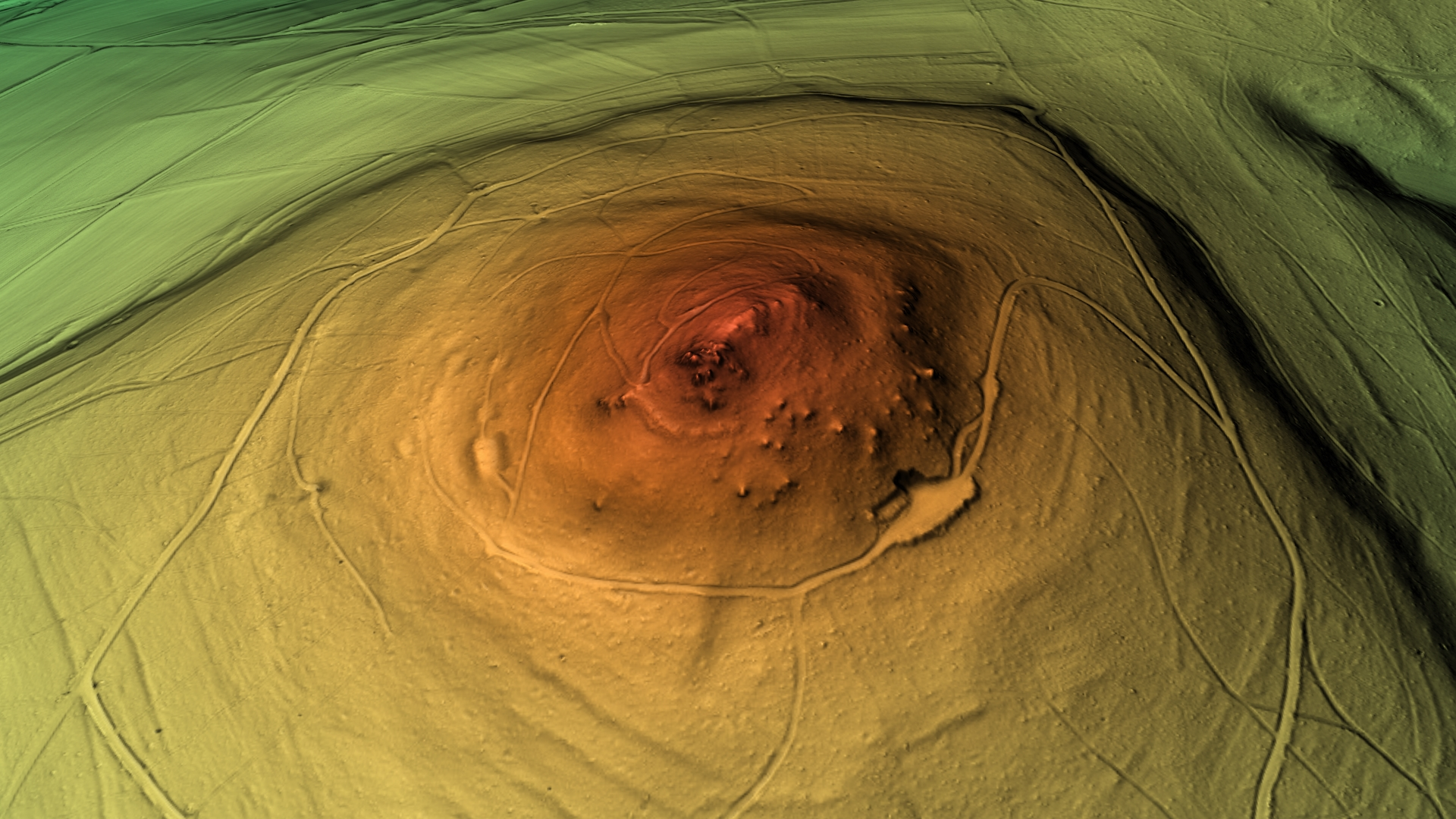
Digitales Reliefbild des Kleinbergs

Die Ringwallanlage Kleinberg ist eine kleine einteilige eisenzeitliche Wallanlage auf dem Kleinberg bei Rasdorf im Landkreis Fulda in Hessen.

## Lage
Die kleine Wallanlage liegt auf dem 522 Meter hohen Kleinberg, einem der Vulkankegel-Berge des Hessischen Kegelspiels, etwa zwei Kilometer nordwestlich des Ortes auf Rasdorfer Gemarkung und etwa einen Kilometer südöstlich von Großentaft im flachen Rhönbereich, geografisch in Osthessen liegend, zur heutigen Region Nordhessen gehörend. In früheren Zeiten war die Gegend Kerngebiet der Buchonia.

## Forschungsgeschichte
Siedlungsfunde der Region zeigen, dass die Landschaft spätestens seit dem Neolithikum besiedelt war.
Die noch sichtbaren Reste der Anlage sind nach Lesefunden in der Eisenzeit und damit als keltenzeitliche Ringwallanlage einzuordnen.
Die Wälle, meist einzige Relikte der alten befestigten Anlagen, waren in der Regel ehemals freistehende breite Mauern, die Ausgrabungen zufolge ganz unterschiedlich konstruiert gewesen sein können. In allen Fällen ist mit einer senkrechten Außenfront zu rechnen, die oft durch Holzeinbauten gestützt wurde. Für eine sinnvolle Verteidigung wurde im Allgemeinen auf der Mauer hinter der hochgezogenen Außenfront ein Wehrgang angelegt. Zusätzlichen Schutz bot oft ein vor der Mauer liegender Trockengraben, der in den meisten Fällen auch das Baumaterial für die Mauer geliefert hat. Der Graben wurde erst ab der späten Eisenzeit (Latènezeit) ein befestigungstechnisches Element der Wallanlagen.

## Anlage
Die kleine Wallanlage besteht nur aus einem einfachen Steinwall, der den Gipfel des Kleinberges in einem etwa 140 Meter (von Südwest nach Nordost) mal 80 Meter (von Südost nach Nordwest) verlaufenden großen Oval umzieht, also nur etwa einen Hektar groß war. Meist ist der Wall nur noch ganz schwach ausgeprägt und kaum mehr in der Landschaft zu erkennen, nur auf der weniger steil abfallenden Südwestseite ist die einstige Befestigungslinie deutlicher erhalten. Dies vermutlich, weil die Seite als Angriffsseite stärker befestigt war als der Rest der Anlage und sich besser bis heute erhalten hat. An dieser südwestlichen Seite liegt auch die höchste Stelle des Kleinberges. Westlich und südöstlich fehlt der Wall völlig. Ob hier möglicherweise Zugänge zur Wallanlage waren, würden erst archäologische Untersuchungen nachweisen können. Eine solche Lücke zeigt sich auch im Norden der Anlage.
Die Ringwallanlage ist ein Beispiel für eine kleine, einteilige Wallanlage der Vorzeit. Eine ähnliche Anlage befindet sich auf dem nur wenige Kilometer westlich gelegenen Stallberg.
Die Anlage ist am Rande des Premiumweges Kegelspiel östlich des 18,3 km langen Wanderweges durch das Hessische Kegelspiel zu erwandern, wenn man dabei einen kleinen Abstecher in Kauf nimmt.
Es ist anzunehmen, dass die Wallanlage nichts mit der 1361 genannten Feste Rasdorf zu tun hat.

## Denkmalschutz und Fundverbleib
Die Ringwallanlage ist Bodendenkmal im Sinne des Hessischen Denkmalschutzgesetzes. Nachforschungen und gezieltes Sammeln von Funden sind genehmigungspflichtig, Zufallsfunde an die Denkmalbehörden zu melden.